# Chūhai

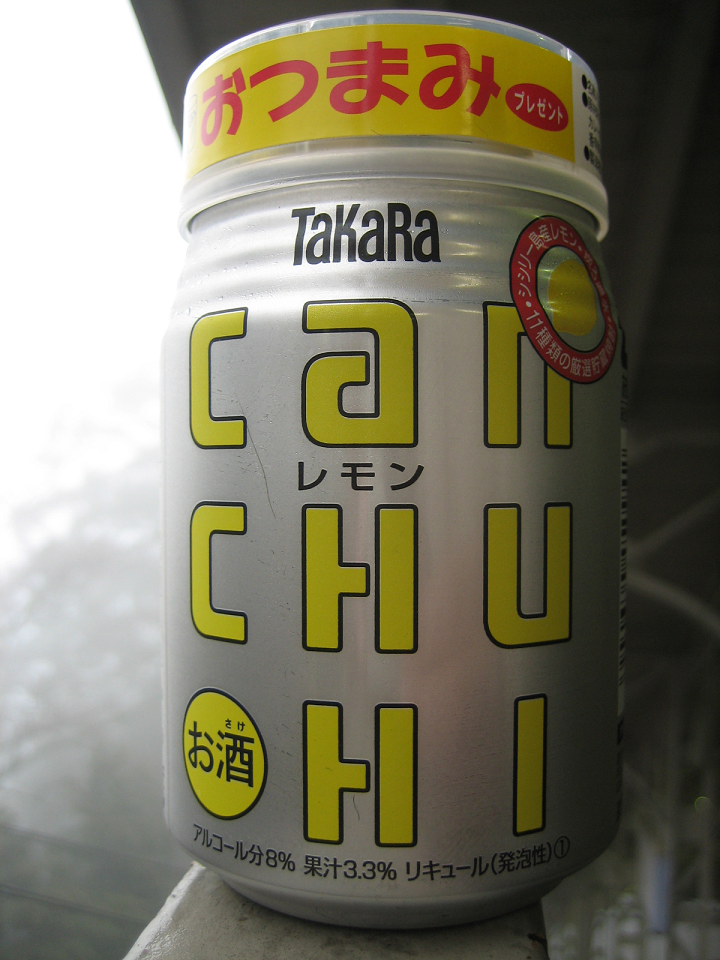
TaKaRa Lemon Chu-Hi

Chūhai (jap. チューハイ, 酎ハイ) – japoński napój alkoholowy powstały z połączenia alkoholu destylowanego z wodą gazowaną. Nazwa chūhai jest skrótem od shōchū highball (jap. 焼酎ハイボール shōchū haibōru), który był pierwszym koktajlem alkoholowym na bazie shōchū z dodatkiem wody gazowanej i soku z cytryny. Chūhai w Japonii sprzedawany jest w puszkach i często produkowany jest na bazie wódki. W świetle japońskiego prawa o opodatkowaniu napojów alkoholowych (jap. 酒税法 Shuzeihō) chūhai podlega opodatkowaniu na zasadach identycznych jak likiery. Zdarzają się specyficzne rodzaje chūhai traktowane jak alkohole spirytusowe.

## Historia
W 1945 roku, tuż po zakończeniu II wojny światowej, na rynku japońskim pojawiły się niskiej jakości napoje alkoholowe niewiadomego pochodzenia, zwane kasutori shōchū  (jap. 粕取り焼酎). Dla obniżenia kosztów produkcji do alkoholu dodawano syropy z moreli japońskiej, czy winogron. Zdarzały się przypadki oślepnięcia spowodowanego metanolem zawartym w tanich napojach alkoholowych.
Stopniowo, gdy gospodarka japońska zaczęła wychodzić z kryzysu, w dużych miastach pojawiły się napoje powstałe ze zmieszania whisky z wodą sodową, zwane highball (jap. ハイボール haibōru). Zyskały one sporą popularność wśród pracowników biurowych. Napoje te okazały się zbyt drogie, aby mogły być dostępne dla ogółu społeczeństwa. W okresie popularności highball na przedmieściach Tokio w sklepach wzdłuż linii kolejowych obsługiwanych przez firmę Keisei Electric Railway do sprzedaży trafiły shōchū highball, powstałe przez połączenie shōchū z wodą sodową. Dzięki niskiej cenie produkt odniósł sukces na rynku i jego sprzedaż rozprzestrzeniła się na obszar całego kraju. Wkrótce do napoju zaczęto dodawać syropy smakowe i pojawiła się potoczna nazwa produktu – chūhai. Następnie pojawiły się kolejne nazwy napoju – na wschodzie Tokio funkcjonowała nazwa ball (jap. ボール bōru), podczas gdy na zachodzie prefektury sour (jap. サワー sawā). Nazwa sour najpierw opanowała sieci barów i pubów w całym kraju, a następnie zdobyła sobie uznanie w pozostałych dzielnicach Tokio. Powstały w 1973 roku, w dzielnicy Tokio Setagaya lokal o nazwie Murasaki (jap. 村さ来) jako pierwszy rozpoczął mieszanie chūhai z syropami smakowymi. Lokal ten dał początek sieci barów Murasaki w całej Japonii.
Około roku 1980 wśród młodych ludzi o niewielkich dochodach pojawiła się moda na koktajle alkoholowe, w wyniku czego chūhai ponownie stało się popularne po latach zmniejszonej sprzedaży. W tym okresie wielkie przedsiębiorstwa rozpoczęły produkcję butelkowanego chūhai i chūhai w puszce (także w pisowni chu-hi). W roku 1982 firma Hakusui (jap. 博水社 Hakusuisha) wprowadziła na rynek własne chūhai pod nazwą haisawā (jap. ハイサワー), które szybko zyskało popularność.
Tradycyjne chūhai pojawia się w menu wielu restauracji w Japonii, gdzie najczęściej podawane jest w połączeniu z tłustymi potrawami. Aby odróżnić je od głównego nurtu napojów chūhai, sprzedawanych masowo przez wielkich producentów, to oferowane w restauracjach nazywane jest ganso chūhai (jap. 元祖酎ハイ) lub ganso hai (jap. 元祖ハイ). W 2005 roku firma TaKaRa Holdings Inc. rozpoczęła produkcję chūhai o tradycyjnym smaku pod nazwami TaKaRa Chūhai Classic (jap. タカラチューハイクラシック Takara Chūhai Kurashikku) i Shōchū Highball (jap. 焼酎ハイボール Shōchū Haibōru). Jednocześnie na rynku pojawiło się mrożone chūhai na bazie wódki.

## Opakowaniachūhai
Chūhai w butelce po raz pierwszy weszło na rynek w roku 1983 jako High Ricky (jap. ハイリッキー Hai Rikkī) wyprodukowane przez firmę Asahi Kasei. W 1984 roku na rynku pojawiły się chūhai w puszce produkowane przez Asahi Kasei i TaKaRa Holdings Inc. Z czasem i wielkie firmy gorzelniane jak Suntory i Mercian rozpoczęły produkcję chūhai. W 1999 roku Suntory rozpoczęło sprzedaż Super Chūhai (jap. スーパーチューハイ Sūpā Chūhai) po wyjątkowo niskiej cenie. Dzięki niskiemu opodatkowaniu, od drugiej połowy lat 90. XX wieku tanie chūhai cieszy się sporą popularnością wśród ludzi młodych, przewyższając nawet poziom sprzedaży piwa.
Wśród producentów chūhai w puszkach, panuje zakrojona na szeroką skalę rywalizacja. Firmy prześcigają się w projektowaniu znaków towarowych, dizajnie puszek, metodach reklamy i promocji produktu. Wykorzystywanie do tego celu dużych grafik przedstawiających owoce jak np. jabłka sprzyja wzrostowi spożycia alkoholu przez osoby nieletnie – napój często bywa mylony z napojami bezalkoholowymi.
Przykłady znaków firmowych, na które składa skargi Związek Gospodyń Domowych w Japonii
- Kirin Brewery Company – nazwa produktu Hyōketsu (jap. 氷結) bywa mylona z Hyōketsu Kajū (jap. 氷結果汁 mrożony sok z owoców),
- TaKaRa Holdings Inc. – nazwa Namakajū Chūhai (jap. 生果汁チューハイ chūhai z surowych owoców),
- Suntory – nazwa Seishun Chūhai (jap. 青春チューハイ chūhai młodości) interpretowana jako "Chūhai dla młodzieży".